# Toropa
Toropa (rusky Торопа) je řeka ve Tverské oblasti v Rusku. Je dlouhá 174 km. Povodí řeky je 1950 km².

## Průběh toku
Pramení na Valdajské vysočině. Protéká přes 9 jezer a jezernatost řeky dosahuje 3,5 %. Ústí zprava do Západní Dviny.

## Vodní režim
Zdrojem vody jsou převážně sněhové srážky. Průměrný roční průtok vody ve vzdálenosti 49 km od ústí činí 19,7 m³/s. Zamrzá na konci listopadu až v prosinci a rozmrzá v dubnu.

## Využití
Na řece leží město Toropec.